# Capelica oxylopha
Capelica oxylopha là một loài bướm đêm trong họ Noctuidae.